# YELLOW (稻葉浩志單曲)
〈YELLOW〉是日本音樂組合B'z的主唱稻葉浩志的歌曲。於2016年8月24日作為數位限定單曲由VERMILLION RECORDS發行。

## 概要
- 與前作「羽」睽違約7個月的單曲。數位限定發行是自「Saturday」以來睽違約2年。

## 收錄曲
1. (4:00)
具有爽快疾馳感的搖滾歌曲。作為KOSÉ『Sports Beauty』電視廣告曲全新創作的樂曲[1]。
與電視廣告披露的版本一部分歌詞不同，由於電視廣告中的歌詞太明亮，失去了稻葉自身喜歡的平衡感，因此改成了近乎完全相反的歌詞[2]。
上架的同時亦公開了短片，成為了將過往SOLO演唱會影像加工的内容。
在music.jp[3]及歌ネット（日语：歌ネット）[4]上公開了歌詞。

## 商業搭配
- KOSÉ『Sports Beauty』電視廣告曲

## 製作人員
- 稻葉浩志：主唱・作詞・作曲・編曲
- Duran：吉他[5]

## 腳註
1. ↑  . 音樂Natalie. 2016-08-24  [2019-12-11]. （原始内容存档于2020-10-24）.
2. ↑   110. B'z Party. 2016-06.
3. ↑  . 株式會社MTI.   [2019-12-11]. （原始内容存档于2019-02-18）.
4. ↑  . 株式會社PAGE ONE.   [2019-12-11]. （原始内容存档于2021-05-02）.
5. ↑  來自自身的Twitter發言